# George Clayton Johnson
George Clayton Johnson (Cheyenne, 10 de julho de 1929 – Los Angeles, 25 de dezembro de 2015) foi um escritor de ficção científica estadunidense mais conhecido por coescrever o romance Logan's Run e vários episódios da série The Twilight Zone.

## Biografia
Johnson nasceu em 10 de julho de 1929 na cidade de Cheyenne no Wyoming, Estados Unidos. Ele serviu no Exército dos Estados Unidos entre 1946 e 1949 e depois brevemente estudou arquitetura no Instituto Politécnico do Alabama. Largou os estudos e passou três anos viajando pelo país até mudar-se para Los Angeles, na Califórnia, onde conseguiu um emprego como desenhista para a Lockheed Corporation. Johnson começou a escrever contos de ficção científica na mesma época como uma forma de ganhar mais dinheiro, porém acabou demitindo-se do seu emprego para poder perseguir uma carreira como escritor.
Seu primeiro grande trabalho foi a história do episódio "I'll Take Care of You" da série Alfred Hitchcock Presents. Era membro da Escola de Escritores do Sul da Califórnia, onde conheceu escritores como Theodore Sturgeon, Charles Beaumont, Richard Matheson e Ray Bradbury. Foi por meio de Beaumont que Johnson conheceu o produtor Rod Serling, o criador da série The Twilight Zone. Serling comprou um conto não publicado seu e o adaptou como "The Four of Us Are Dying", o décimo terceiro episódio da série. Outro conto se tornou o episódio "Execution". Johnson depois escreveu o roteiro de outros cinco episódios de The Twilight Zone.
Johnson criou junto com o escritor Jack Golden Russell a história que serviu de base para o filme Ocean's 11 de 1960. Coescreveu com Bradybury em 1962 o curta-metragem Icarus Montgolfier Wright, que foi indicado ao Oscar de Melhor Curta de Animação. Em 1966 escreveu o episódio "The Man Trap", o primeiro episódio exibido da série Star Trek. O produtor Gene Roddenberry, criador de Star Trek, contratou Johnson para escrever outro episódio, mas essa história nunca foi produzida. No ano seguinte coescreveu com William F. Nolan o romance Logan's Run. Johnson também escreveu episódios das séries Route 66 e Kung Fu.
Pelas décadas seguintes escreveu ensaios, poemas, contos e histórias em quadrinhos, também fazendo várias aparições em diversas convenções. Johnson chegou a fazer pequenas participações como ator, como por exemplo no filme The Intruder. Ele morreu em 25 de dezembro de 2015 em Los Angeles aos 86 anos de idade de um câncer de próstata e bexiga.